# Greenburn Beck
Der Greenburn Beck ist ein Fluss im Lake District, Cumbria, England. Der Greenburn Beck entsteht am Broad Slack an der Nordseite des Swirl How. Der Fluss fließt in nordöstlicher Richtung in das Greenburn Reservoir, dessen einziger Zufluss an der Westseite er ist. Der Greenburn Beck verlässt den See auf dessen Ostseite als dessen einziger Abfluss und fließt weiter in nordöstlicher Richtung bis zu seiner Mündung in den Little Langdale Tarn an dessen Westseite.